# Sitio de Belgrado
El sitio de Belgrado o conocido también como la Victoria de Belgrado (en húngaro: Nándorfehérvári diadal) fue un enfrentamiento de los ejércitos húngaros y serbios contra los turcos otomanos en 1456 que culminó con una victoria para el cristianismo.
Después de la caída de Constantinopla en 1453, el sultán otomano Mehmed II estaba planeando someter el Reino de Hungría. Su objetivo inmediato fue el fuerte (húngaro végvár) fronterizo de la ciudad de Belgrado (en antiguo húngaro Nándorfehérvár). Juan Hunyadi, un conde húngaro, quien era el regente del reino en nombre del muy joven Ladislao el Póstumo, había enfrentado a los otomanos durante las dos anteriores décadas. De esta manera, el noble húngaro de gran fama acompañado por Miguel Szilágyi y Juan Capistrano planearon la derrota de los turcos.
El asedio finalmente se convirtió en una gran batalla, durante la cual Hunyadi dirigió un repentino contraataque que arrasó el campamento turco, obligando al herido sultán Mehmed II a levantar el asedio y retirarse. El asedio de Belgrado "decidió el destino de la Cristiandad".
El toque de campanas al mediodía ordenado por el Papa Calixto III conmemoran la victoria en el mundo cristiano hasta el día de hoy.

## Preparación

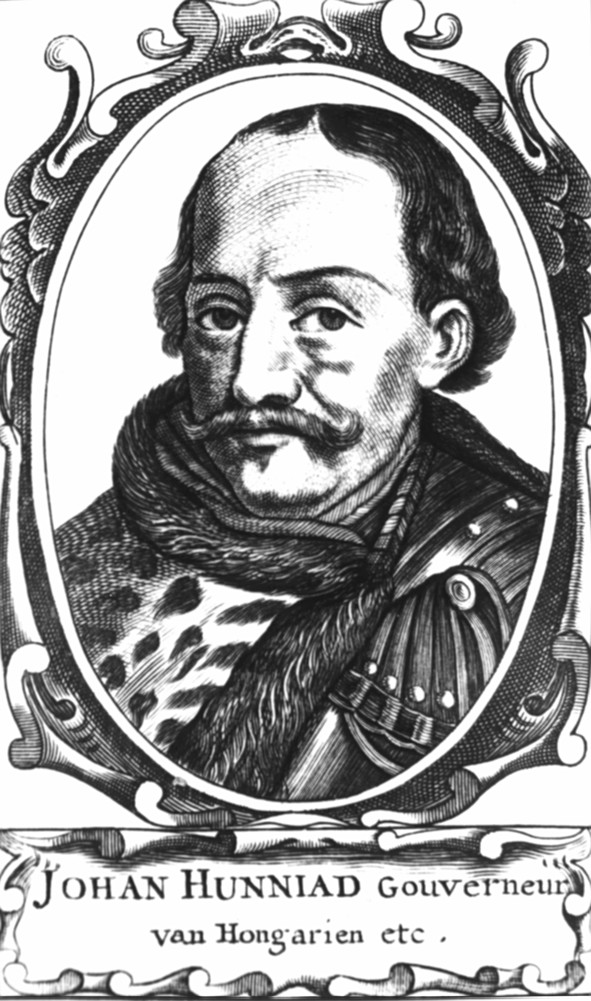
Imagen de Hunyadi

A finales de 1455, tras una reconciliación pública con todos sus enemigos, Hunyadi comenzó los preparativos. Utilizando sus propios recursos armó y aprovisionó la fortaleza y, dejando en ella una guarnición fuerte bajo el mando de su cuñado Miguel Szilágyi y de su propio hijo primogénito Ladislao, procedió a formar un ejército de liberación y una flota de doscientas galeras. Dado que no hubo ningún otro barón dispuesto a ayudar (temiendo más al poder cada vez mayor de Hunyadi y no tanto la amenaza otomana), tuvo que depender enteramente de sus propios recursos.
Sus aliados eran el fraile franciscano Giovanni da Capistrano y el legado papal, cardenal Juan de Carvajal, que predicaron una cruzada con tanta eficacia que los campesinos y milicianos, mal armados (la mayor parte solamente disponían de hondas o guadañas) pero con una moral muy alta, se reunieron bajo el estandarte de Hunyadi, consistiendo el núcleo de su ejército en un grupo pequeño de mercenarios de temporada y algún grupo de jinetes nobles. En total, Hunyadi pudo reunir unos 25 000-30 000 hombres.

## El asedio

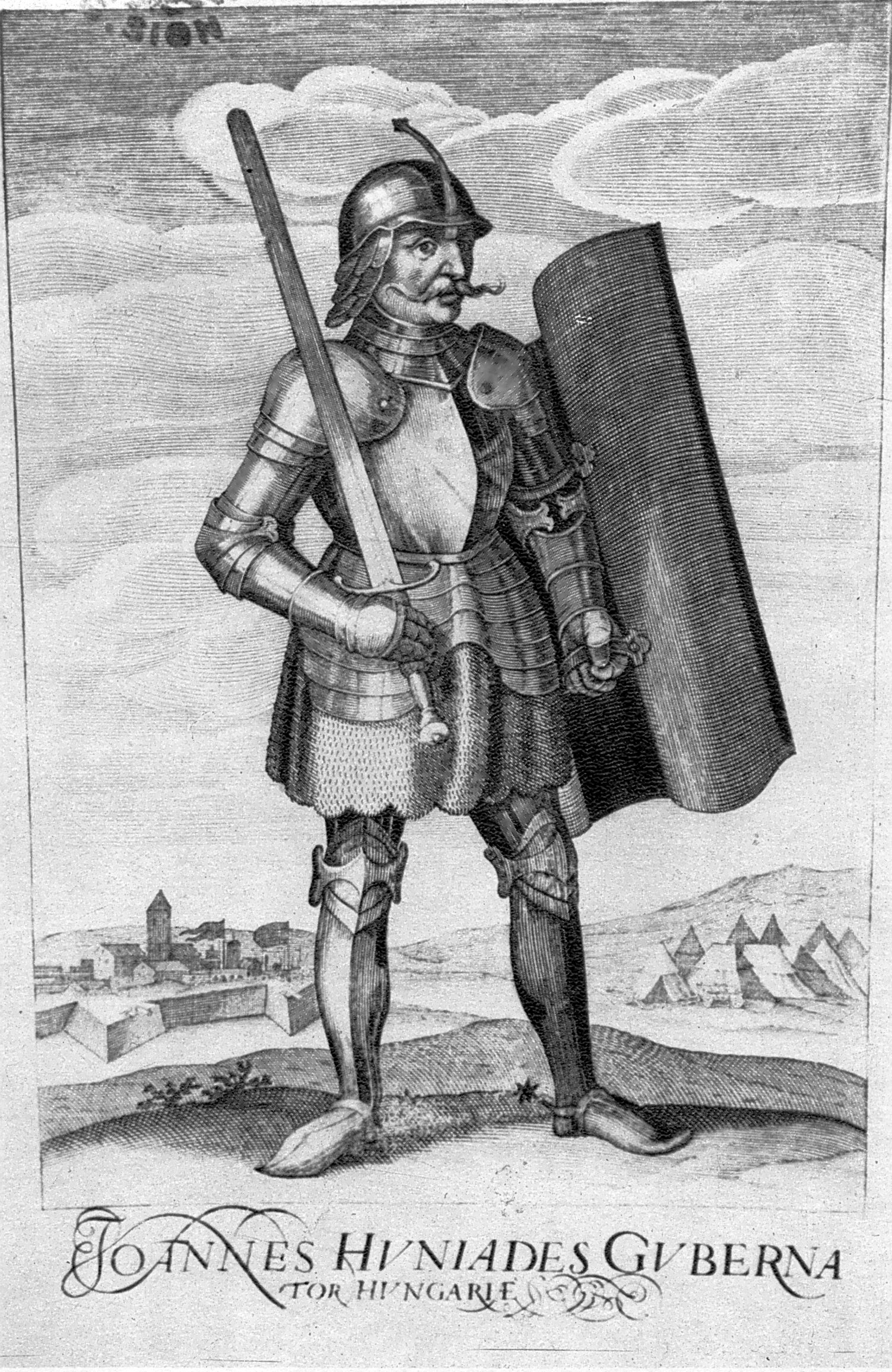
Regente húngaro Juan Hunyadi

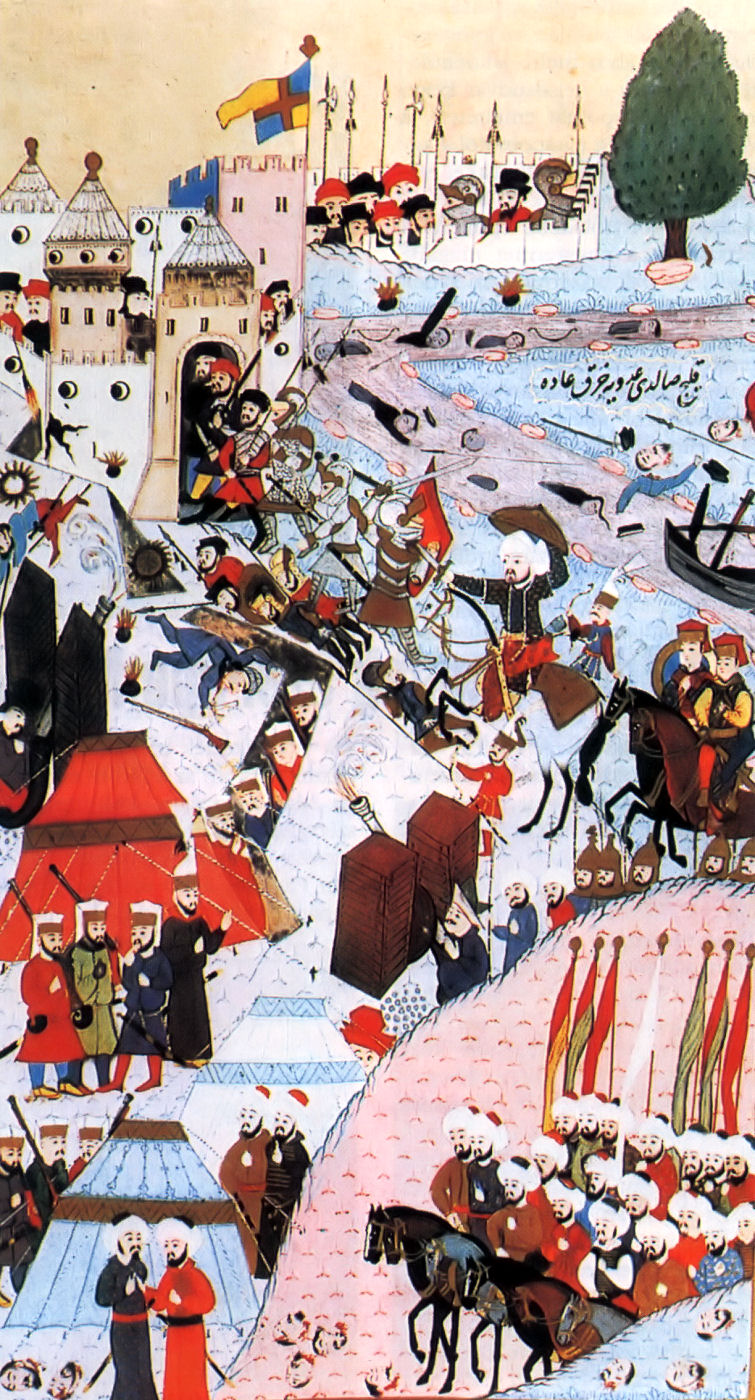
El asedio de la ciudad; en el centro Mehmet II con turbante blanco.

Sin embargo, antes de que éstos hubieran podido reunirse, el ejército invasor de Mehmet II (160 000 efectivos según las fuentes antiguas, 60 000-70 000 según las últimas investigaciones) llegó a Nándorfehérvár. El 4 de julio de 1456 comenzó el asedio. Szilágyi sólo podía contar con una fuerza de 5000 a 7000 hombres en el castillo. Mehmet dispuso su ejército en el cuello del cabo y comenzó a disparar a las murallas el 29 de junio de 1456. Ordenó a sus hombres en tres secciones: El cuerpo rumeliano (de origen europeo) tenía la mayoría de sus 300 cañones, y su flota de aproximadamente 200 barcos fluviales tenía el resto. Los rumelianos se situaron en el ala derecha y el cuerpo compuesto por el ejército de Anatolia en el ala izquierda. En el centro estaba la guardia personal del sultán, los jenízaros, y su puesto de mando. Las tropas de Anatolia y los jenízaros eran ambas tropas de infantería pesada. Colocó sus barcos fluviales principalmente al noroeste de la ciudad para patrullar los pantanos y para cerciorarse de que la fortaleza no recibiese refuerzos. También vigilaban el Sava, al sudoeste, para evitar que la infantería fuese flanqueada por el ejército de Hunyadi. El Danubio, al este, era vigilado por el Spahi, el cuerpo de caballería ligero del sultán, para impedir ser flanqueados por la derecha. Ante esta fuerza formidable se enfrentaban solamente cerca de 7000 hombres en la fortaleza, aunque la población civil serbia también se sumó a la resistencia contra los musulmanes.

El sitio de Belgrado de 1456 (imagen de un manuscrito turco del).

Cuando Hunyadi se enteró de esto, se encontraba en el sur de Hungría, reclutando caballería ligera adicional para el ejército con que pensaba levantar el sitio. Aunque pocos de los nobles eran proclives a proporcionar ayuda, los campesinos estaban más que dispuestos a hacerlo. La Santa Sede había enviado al Cardenal Juan de Carvajal a Hungría, quien, con el predicador franciscano Juan de Capistrano, predicaron una cruzada contra los otomanos. Con ello lograron reunir un ejército de campesinos bastante grande, aunque bisoño y mal equipado, y se dirigieron con él a Belgrado, donde se unieron a las tropas de Hunyadi. Los dos ejércitos se desplazaron juntos, pero con mandos separados. Entre los dos tenían aproximadamente de cuarenta mil a cincuenta mil hombres.
Los defensores, inferiores en número, confiaban principalmente en la fuerza del formidable castillo de Belgrado, que era en ese entonces una de las mejores obras de ingeniería de los Balcanes. Como Belgrado fue elegido para ser el capital del principado serbio por el déspota Stephan Lazarevic en 1404 después de la batalla de Angora, se había hecho un importante trabajo para transformar el viejo castillo bizantino en una capital bien fortificada. Dado que se esperaban las incursiones de los otomanos después de que se recuperaran de la grave derrota ante los mongoles, se utilizaron avanzadas técnicas bizantinas y árabes de construcción y diseño de fortalezas, técnicas aprendidas durante el conflicto que asoló la zona a mediados del siglo XI con los selyúcidas y las operaciones militares de los otomanos que transformaban el Cercano Oriente.
El castillo fue diseñado en la forma más elaborada con tres líneas de defensa, castillo interno con el palacio y torre de homenaje enorme; la parte superior de la ciudad tenía los cuarteles militares principales y una cerca doble con cuatro puertas, en tanto que la ciudad baja con la catedral en el centro urbano y un puerto en el Danubio fueron protegidas hábilmente por una alta cerca con fosos y puertas. El esfuerzo fue uno de los logros militares de la arquitectura de la Edad Media. Después del sitio los húngaros hicieron ampliar el lado norte y el del este con una nueva puerta y varias torres, una de las cuales, la torre de Nebojsa, fue diseñada para la artillería.
El 14 de julio de 1456 Hunyadi llegó a la ciudad totalmente cercada con su flotilla en el Danubio, mientras que la marina de guerra turca se encontraba en el río. Rompió el bloqueo naval el 14 de julio, hundiendo tres grandes galeras otomanas y capturando cuatro grandes navíos y unos 20 más pequeños. Tras destruir la flota del sultán, Hunyadi pudo transportar sus tropas y las provisiones a la ciudad. Con ello reforzó la defensa de la fortaleza.
Sin embargo, Mehmet II no estaba dispuesto a levantar el sitio, y después de una semana de duro bombardeo con la artillería, empezó a abrir brechas en las paredes de la fortaleza por varios lugares. El 21 de julio Mehmet II ordenó un asalto total que comenzó en el ocaso y continuó durante toda la noche. El ejército atacante entró en tromba en la ciudad, y después inició el asalto a la fortaleza. Siendo éste el momento crucial del sitio, Hunyadi ordenó a los defensores lanzar madera cubierta de alquitrán y otro material inflamable, y después lo prendió fuego. Pronto una pared de llamas separó a los jenízaros que luchaban en la ciudad de sus camaradas que intentaban entrar en la parte más alta de la ciudad a través de las brechas abiertas. La feroz batalla entre los soldados jenízaros cercados y los de Szilágyi en la parte alta de la ciudad se inclinaba a favor de los cristianos, y los húngaros lograron repeler el asalto frontal desde fuera de las murallas. Masacraron a los jenízaros que quedaban dentro de la ciudad, mientras que las tropas turcas que intentaban abrir una brecha en la parte alta de la ciudad sufrían graves pérdidas. Cuando un soldado turco casi había logrado fijar la bandera del sultán encima de un bastión, un soldado llamado Titus Dugović (Dugovics Titusz en húngaro) lo agarró y juntos cayeron desde la muralla (por este acto heroico el hijo de Juan Hunyadi, el rey húngaro Matías Corvino, ennobleció al hijo de Titus tres años más tarde).

## La batalla

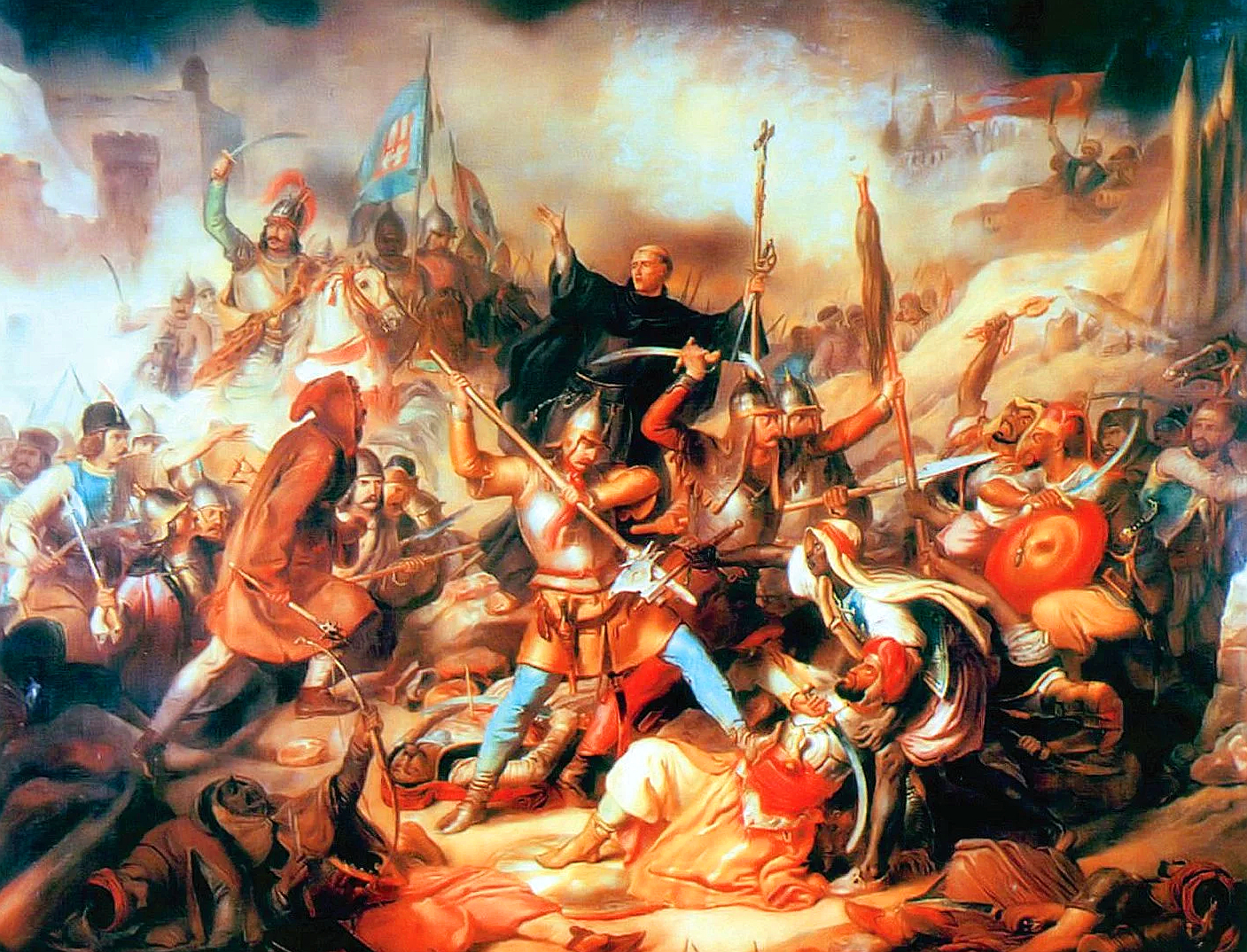
La batalla de Nándorfehérvár. Pintura húngara del. En el centro se puede distinguir a Giovanni da Capistrano, con la cruz en la mano.

Al día siguiente sucedió algo inesperado. Según algunos relatos, los cruzados campesinos comenzaron una acción espontánea y obligaron a Capistrano y a Hunyadi a sacar provecho de la situación. A pesar de las órdenes de Hunyadi de que no se saquearan las posiciones turcas, algunas de las unidades se arrastraron hacia fuera de los terraplenes derruidos, tomaron posiciones a través de la línea turca y comenzaron a acosar a los soldados enemigos. La caballería turca intentó sin éxito dispersarles y en seguida se unieron más cristianos a los que habían salido de la ciudad. Lo que había empezado como un incidente aislado pronto se convirtió en una batalla campal.
Juan de Capistrano intentó al principio llamar al orden a sus hombres para que se refugiaran dentro de las murallas, pero pronto se encontró rodeado por unos 2000 cruzados. Entonces comenzó a dirigirles contra las líneas otomanas gritando: "¡El Dios que lo comenzó se encargará de terminarlo!"
Capistrano dirigió a sus cruzados a la retaguardia del ejército turco, a través del río Sava. Al mismo tiempo, Hunyadi lanzó una desesperada carga desde el fuerte para tomar las posiciones de artillería del campamento turco.
Tomados por sorpresa en este extraño giro de los acontecimientos y, según cuentan algunos cronistas, paralizados por un miedo inexplicable, los turcos huyeron. La guardia personal del sultán, compuesta de unos 5000 jenízaros, trató desesperadamente de controlar la situación, terminar con el pánico y reconquistar el campamento, pero para ese momento el ejército de Hunyadi también había entrado en batalla, y los esfuerzos turcos se hicieron desesperados. El sultán mismo mató a un caballero en combate singular, pero luego recibió un flechazo y cayó inconsciente. Tras la batalla, los exploradores húngaros recibieron la orden de pasar tras los muros de la fortaleza y estar alerta a un posible contraataque turco, pero éste nunca llegó a producirse.
Protegidos por la oscuridad los turcos se retiraron rápidamente, llevando a sus heridos en 140 carros. En la ciudad de Sarona, el sultán recobró la consciencia. Tras enterarse de la noticia de que su ejército había sido vencido, casi todos sus líderes muertos y su equipamiento abandonado, costó mucho evitar que el dirigente de 24 años se suicidase tomando veneno. Por ello, durante la noche un derrotado Mehmed se retiró con los supervivientes y volvió a Constantinopla.

## Epílogo
Los húngaros acabarían, sin embargo, pagando cara su victoria. Una plaga brotó del campamento y a causa de ella el propio Hunyadi murió tres semanas más tarde (11 de agosto de 1456) y Capistrano después (23 de octubre).
Dado que el diseño de la fortaleza demostró ser eficaz durante el asedio, los húngaros le añadieron algunos refuerzos adicionales. Las paredes más débiles del este, donde los otomanos habían logrado abrir la brecha, se reforzaron con la puerta Zidan y la pesada torre Nebojsa. Esta fue la última gran modificación de la fortaleza hasta 1521, cuando el Sultán Süleyman Kanuni la ocupó finalmente.

## Eventos posteriores

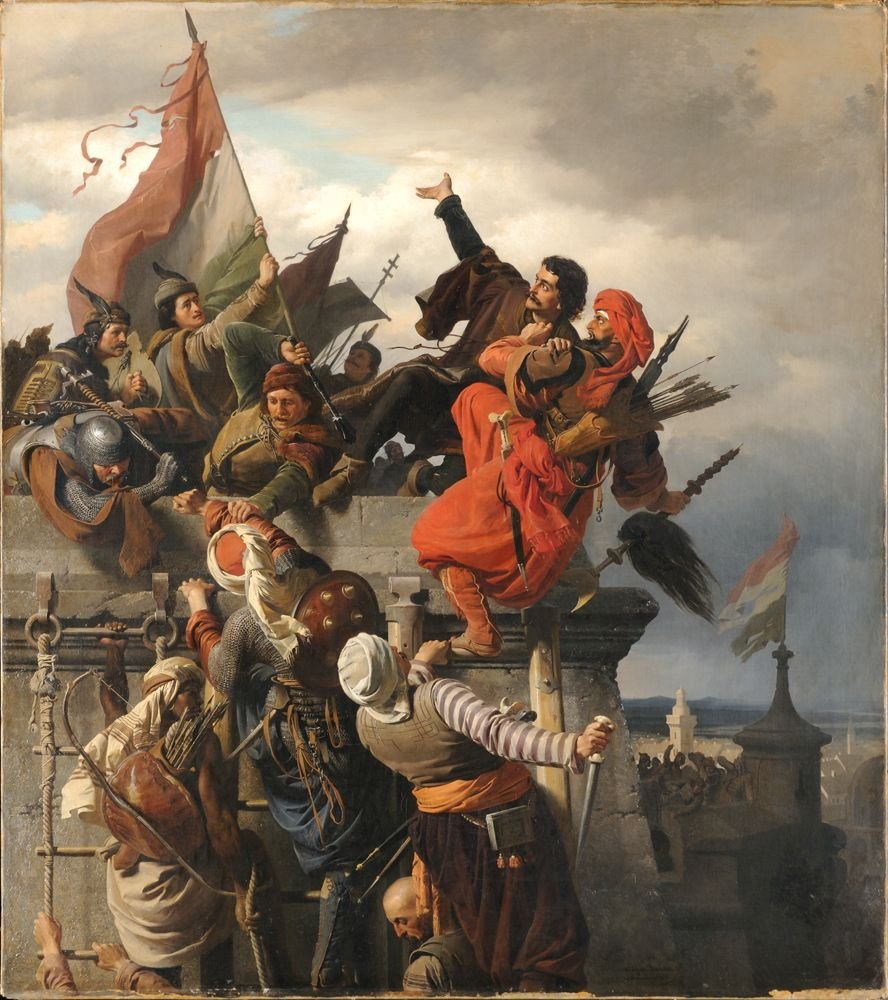
El héroe serbio (según el autor de la pintura, húngaro; para darle más relevancia a dicho pueblo) de Belgrado, Titus Dugović, en un cuadro de Sándor Wagner de 1859.

La victoria cortó el avance del Imperio otomano hacia la Europa católica durante 70 años, si bien hubo alguna otra incursión, como la toma de Otranto en 1480-1481 y la incursión en Croacia y Estiria en 1493.
Durante el asedio, el papa Calixto III ordenó que sonasen las campanas a mediodía para llamar a los creyentes a rezar por los defensores. Sin embargo, dado que las noticias de la victoria tardaron más en llegar a algunos lugares que a otros, se transformó en una conmemoración de la victoria, y el papa no retiró la orden. Las campanas de mediodía siguen sonando hoy en día.
Una vez se hubo cortado el avance de los otomanos por Europa, Serbia y Bosnia fueron integradas en el Imperio. Otras naciones cercanas se convirtieron en Estados vasallos. No está claro por qué el sultán no atacó Hungría y por qué decidió no seguir avanzando tras el fracaso del asedio de Belgrado. Puede que los acontecimientos le indicasen que el Imperio no podría expandirse más sin antes convertir a Serbia y Bosnia en una base de operaciones segura. Además, el poder político y militar de Hungría bajo Matías Corvino tuvo sin duda que ver con sus dudas.
Recientemente se ha comentado la posibilidad, posiblemente cierta, de que Mehmet II no estuviera interesado en ocupar Hungría y de que fijase el Danubio y el Sava como las fronteras definitivas de su Imperio. El objetivo de Mehmet era simplemente convertir los Balcanes en una parte orgánica del Imperio. Desde esta perspectiva, el sitio de Belgrado de 1456 no se vería como el primer paso de la ocupación de Hungría, sino que buscaba privar a los húngaros de su principal base de operaciones para ataques contra los Balcanes. Al mismo tiempo, la fortaleza también era la base más apropiada para dirigir ataques contra Hungría: su pérdida dejaba al país expuesto a la invasión. En cualquier caso, una cosa era cierta: el equilibrio de poder se había girado definitivamente en favor de los otomanos; expulsarles de Europa era ahora ya algo imposible. Incluso Matías Corvino abandonó el concepto de una gran guerra contra los turcos, porque sentía que su propia fuerza era insuficiente y que difícilmente podría contar con ayuda externa.
En la batalla de Mohács en 1526 los turcos recuperaron los cañones perdidos por Mehmed II.